# Parque Ansaldo
El Parque Ansaldo pretendió ser una urbanización de clase media-alta y se convirtió en un barrio marginal situado en una antigua alquería señorial de la Huerta de Alicante, en el este de España. Situada en el término municipal de San Juan de Alicante, área metropolitana de Alicante (Comunidad valenciana) y muy próxima a la Playa de San Juan. La Urbanización fue construida entre 1979 y 1982, y si bien, en principio fue un éxito, tras las riadas, fueron recolocadas allí gitanos provenientes de Alicante ciudad, y pronto se convirtió en un importante centro de venta y distribución de droga y en un reducto de pobreza, delincuencia y marginación, cosa que empeoró en los años previos a los Juegos Olímpicos de Barcelona. Tras intervenir la Generalidad Valenciana, fue finalmente demolida toda la urbanización entre 1998 y 2004, quedando solo en pie la casa-torre de los Ansaldo que pasó a propiedad municipal.

## Etimología
El Parque Ansaldo debe su nombre a una antigua finca situada en el lugar, llamada "Finca Ansaldo" donde se encuentra la Casa-Torre de Ansaldo, la más grande de las muchas establecidas durante la Edad Moderna en la Huerta de Alicante.
Fue en su día propiedad de la noble y rica familia alicantina Ansaldo (caballeros procedentes de la República de Génova); considerada Bien de Interés Cultural (BIC), está situada en la parte norte del término municipal de San Juan.
Jaime Ansaldo, vino a la Reconquista en el siglo XIII y obtuvo propiedades en Almoradí. En pleno siglo XV, una parte de la familia marchó a América, mientras que la otra se trasladó a Cartagena y después a Alicante. De acuerdo con el Nobiliario Alicantino de Fray A. Arques y la reseña de Familias de la Historia de Alicante del Padre Maltés el primero que moró en la ciudad de Alicante fue Juan Agustín Ansaldo, Visitador real proveniente de Cartagena que fundó su Casa-solar en la citada Casa-Torre de San Juan de Alicante y fue enterrado en su capilla familiar sita en la Concatedral de "San Nicolás de Bari" de Alicante en 1661, tal y como atestigua la lápida sepulcral que muestra su escudo nobiliario. Hijo de éste fue el Jurat en Cap del Consell de la ciudad de Alicante en siglo XVII Henrique Ansaldo y nieto Agustín Ansaldo, Fiscal del Rey en la Huerta de Alicante a mediados del siglo XVIII.
De esta familia, a principios del siglo XIX, hubo en Alicante un síndico del Estamento de los Nobles, Ignacio Ansaldo que capitaneó Milicias urbanas en la Guerra de Independencia de España.
En la Casa-Torre de San Juan de Alicante nació en 1825 Manuel Gómiz apodado «Ansaldo» por descender de este apellido, y fue alcalde de Alicante en 1890. En 1977 su nieto, el también alcalde de Alicante Manuel Montesinos Gómiz, donó la finca al ayuntamiento.

## Los inicios
La urbanización de Parque Ansaldo se proyectó en 1977, por parte de una empresa promotora que creó la sociedad de Viviendas Sociales de Alicante S.A. (VISOALSA), en unos momentos en que la población de San Juan de Alicante estaba creciendo de forma vertiginosa, pasando como el resto de pueblos de la comarca de una zona agrícola a una localidad del área metropolitana de Alicante. La idea era crear una 'ciudad jardín', esto es, una zona residencial alejada del casco urbano, donde las viviendas serían de protección oficial con tal de ayudar a las familias con bajo nivel de rentas.
El proyecto fue firmado por los arquitectos Pedro Casariego y Genaro Alas Rodríguez, impulsores de uno de los estudios de arquitectura más afamados en la España de los años 70 (el mismo que, entre otros, diseñó el desaparecido edificio Windsor); sus señas de identidad fueron "la transparencia de líneas rectas, el juego de llenos y vacíos y el uso digno a los materiales". El proyecto fue incluso galardonado con la Medalla y Diploma con Mención Especial en el Concurso organizado por el Consejo de Europa en su Campaña Europea para el Renacimiento de la Ciudad. En total, el complejo urbanístico Parque Ansaldo nació con 612 viviendas, repartidas en 25 bloques y completas con un abundante e importante equipamiento, incluido un colegio y una zona comercial; el terreno ocupaba una extensión de más de 13 000 m².
Entre principios de 1981 y finales de 1982, los anuncios en la prensa escrita de la provincia aparecían de forma abundante y periódica. Los pisos se promocionaban como unos de los mejores pisos de Europa por 18.642 pesetas al mes, con una entrada que no alcanzaba las 400.000 pesetas; el precio total de cada piso rondaba los 2,5 millones de pesetas. Sin embargo, desde el principio se denunciaron deficiencias en las viviendas y las ventas no fueron tantas como pensaban sus promotores; al finalizar la construcción del barrio, un total de 182 viviendas (el 30% del total) estaban sin vender y fueron adquiridas por el Ministerio de Obras Públicas (MOPU).

## La riada de 1982
El 20 de octubre de 1982, una gota fría asoló la ciudad de Alicante, registrándose unas precipitaciones equivalentes al 60% de la precipitación anual media en tan solo 7 horas. Los más de 200 mm caídos provocaron una crecida de 400 m³ en la Rambla de las Ovejas, que arrasó el barrio de San Gabriel, y provocó la inundación de la ciudad. La riada provocó que muchas familias se quedaran en la más absolutas de las miserias, normalmente personas de rentas bajas y con escasos recursos económicos.
Como el MOPU (PSOE) era propietario de 182 viviendas de Parque Ansaldo, las administraciones públicas acordaron otorgar 96 de esas viviendas a damnificados por la riada. Sin embargo, al final solo se adjudicaron 32 pisos a afectados por la riada, mientras que las 64 restantes se adjudicaron a familias gitanas que el Ayuntamiento de Alicante (PSOE) incorporó a la lista, 'conflictivas por su desarraigo y por sus actividades ilícitas, sobre todo por el tráfico de drogas'. Rápidamente, los nuevos inquilinos empezaron a tener problemas de convivencia con las más de 300 familias que ya residían en el barrio.
Aún quedaban 35 casas vacías pertenecientes al MOPU. En diciembre de 1983, Servicios Sociales del Ayuntamiento de Alicante (PSOE) decidió usarlas para erradicar el chabolismo que proliferaba por la ciudad, enviando a familias de las chabolas de Montoto o del Cementerio de Alicante a Parque Ansaldo.

### La espiral de degradación
La llegada de familias conflictivas tras la riada de 1982 y la eliminación del chabolismo en 1983 propició que el sector sur del barrio fuese siendo ocupado de forma progresiva por clanes y mafias que establecieron en el Parque Ansaldo su base de operaciones. Su presencia, capacidad de intimidación y eficacia a la hora de expulsar a vecinos legales del barrio provocó que muchas casas comenzasen a quedarse vacías, casas abandonadas que ocupan inmediatamente.
Desde bien pronto, las páginas de sucesos de los periódicos locales incluyeron referencias al Parque Ansaldo de forma continua; ya en marzo de 1985 fue asesinado un hombre de 32 años sin que la Guardia Civil fuese capaz de resolver el caso.
La red delictiva se fue propagando y a principios de los años 1990 las mafias dieron el salto a la zona norte del barrio, incrementando la presión y la violencia hacia las familias que se resistían a marcharse, lo que empeoró con la emigración de Barcelona.
La situación de aislamiento del Parque Ansaldo con respecto al resto de la población de San Juan ayudó a que la delincuencia se fuese retroalimentando, alejada de los habituales controles de las fuerzas de seguridad. Pero, al mismo tiempo, el Parque Ansaldo se convirtió en foso emisor y receptor de delitos. La distribución de droga al menudeo que se producía en el barrio originó un ir y venir de drogodependientes que recurrían a todo tipo de actos delictivos para conseguir el dinero necesario con el que obtener la droga: hurtos en hogares, robos de radio-casetes de los coches y de otros objetos...
A mediados de los 90, los vecinos que habían resistido en la década de los 80 no fueron capaces de soportar la presión y comenzaron a abandonar el barrio a un ritmo acelerado. Este nuevo éxodo fue de nuevo aprovechado por las mafias dedicadas a la delincuencia, las cuales incrementaron la presión para apropiarse de más casas, con las que montaron un nuevo negocio, esta vez de alquileres ilegales de viviendas a inmigrantes magrebíes. Estos nuevos residentes del barrio también organizaron mafias que competían con los clanes gitanos por el negocio de la droga, rivalidad que en ocasiones acabó en enfrentamientos a tiros.
Las bandas más peligrosas, abiertas y preparadas para todo tipo de delitos se disputaban estar presentes en el barrio. La presión de la Policía Nacional sobre el barrio marginal de las Mil Viviendas de Alicante extendió los clanes a otras zonas del área metropolitana, especialmente el Parque Ansaldo. Los pisos del barrio servían como refugio de homicidas, como puntos de venta de droga o como escalas para la distribución a gran escala.
Debido a todo esto, en los años 1990 el municipio de San Juan de Alicante registraba uno de los índices de delincuencia más altos de toda España. Los delitos de cualquier tipo se sucedían a diario y el Parque Ansaldo se codeaba con poblados chabolísticos o núcleos de drogadicción de primera magnitud como Las Barranquillas (Madrid), Can Tunís (Barcelona) o Las Cañas (Valencia).

### Unlumpensocial
Según informes de la Concejalía de Servicios Sociales del Ayuntamiento de San Juan, había en 1986 1.235 habitantes en el barrio, diferenciados claramente en dos grupos: payos y gitanos. Abundaban las familias numerosas (de 5 a 8 hijos); muchos eran analfabetos y/o no tenían ninguna cualificación profesional. Las mujeres que trabajaban lo hacían como limpiadoras, vendedoras de ropa interior en mercadillos o en clubes nocturnos. Los hombres que trabajaban lo hacían, en su mayoría, como vendedores ambulantes o como obreros sin cualificar, aislados debidos a una deficiente higiene personal. Los jóvenes de 15 a 20 años estaban desocupados, deambulando por el barrio, y muchas familias se dedicaban a la venta de droga.
De 600 niños que se calculaba que vivían en el barrio, solo estaban escolarizados 287; el absentismo y el fracaso escolar eran constantes. A partir de 1987, el comedor del colegio se hizo gratuito (posteriormente, se debía hacer un pago simbólico, pero para las familias sin recursos, esto es para casi todos, lo pagaba todo Servicios Sociales), con lo que muchos niños acudían al centro educativo solo para comer. Cuando había redadas de la policía el número de alumnos en clase disminuía súbitamente. Periódicamente, muchos niños faltaban también porque se iban "de compras" con su familia, esto es, a La Línea de la Concepción a hacer acopio de droga procedente de Marruecos. Por otro lado, las niñas gitanas dejaban de ir al colegio nada más tener su primera regla. En 1987 el centro fue declarado Centro de Acción Educativa Singular (CAES). Los robos en el colegio fueron constantes y continuos, al igual que eran habituales las amenazas al personal del centro. En una ocasión (en noviembre de 1994) unos impactos de bala rompieron unos cristales en plena clase. El 30 de enero de 1997 un hombre fue asesinado en la puerta del colegio, justo al comienzo de las clases, por un asunto de tráfico de heroína.
Según Servicios Sociales, en el año 1992 el 80% de los habitantes del barrio lo constituían familias gitanas, aunque ya era frecuente la llegada de población marroquí y argelina. Según sus informes, muchas familias carecían de hábitos higiénicos, tanto de sus personas como de los niños y de las viviendas; en un porcentaje elevado, las relaciones familiares estaban desestructuradas, lo que suponía una carencia afectiva hacia los menores que repercutía en su desarrollo. La alimentación era deficiente y poco equilibrada, con un bajo consumo de leche, comidas a deshoras y sobre todo a base de bocadillos. Con el paso de los años, los informes de Servicios Sociales seguían presentando este panorama desolador, aunque agravado de año en año.

### La demolición del barrio
El clima de inseguridad ciudadana provocado por la presencia del barrio puso al Parque Ansaldo en uno de los principales problemas de la política del municipio de San Juan de Alicante. Durante la segunda mitad de los años 1980 y primera mitad de los años 1990, los partidos políticos proponían únicamente la intervención social y la rehabilitación urbana del barrio. El último plan en este sentido fue propuesto en 1994 por la Generalidad Valenciana, aunque no se llegó a ejecutar.
En la campaña electoral municipal de 1995, los partidos políticos de San Juan incluyeron en sus programas electorales la necesidad de transformar radicalmente el barrio. En 1996, el alcalde Francisco Burillo (Partido Popular) encargó un informe a efectos de valorar una posible demolición del barrio. En marzo de 1997, una moción de censura presentada por PSOE, IU y BNV desbancó al PP de la alcaldía: el objetivo más importante del nuevo gobierno municipal, presidido por el socialista Francisco Seva, consistía en la demolición del Parque Ansaldo.
En un informe encargado por la Concejalía de Urbansimo se propuso la eliminación de la edificación existente, la urbanización y ejecución de las infraestructuras del barrio, el reequipamiento del barrio y conectarlo con la trama urbana. El 11 de agosto de 1997 el pleno municipal acordó la contratación de la redacción de un proyecto urbanístico mediante concurso público, el cual fue adjudicado el 15 de diciembre y presentado por el equipo redactor el 12 de mayo de 1998. El 8 de junio el pleno municipal respaldó el proyecto. El 10 de junio de 1998, basándose en el estado de ruina inminente de los edificios, es derribado el primer bloque.
En 1999, con la participación del IVVSA y de los Servicios Sociales de la Generalidad (PP), se creó la Comisión de Seguimiento del Parque Ansaldo, organismo gestor de todo el proceso de reforma urbana. En la parte económica, el Ayuntamiento de San Juan firmó un convenio urbanístico con la firma Gesinar S.L., perteneciente al grupo Argentaria, el cual ostentaba la propiedad de 408 viviendas (dos terceras partes del total del barrio). En este convenio la empresa se comprometía a 'impulsar los derribos' y a gestionar las propiedades existentes en manos privados, garantizando el derecho de realojo a los propietarios residentes en el Parque Ansaldo.
Todos los partidos políticos con representación municipal (PSOE, PP, IU y BNV), con el apoyo de organizaciones vecinales, convocaron una manifestación el día 12 de febrero de 1999 con el objetivo de "expresar pública y pacíficamente la repulsa ciudadana ante las reiteradas agresiones que padecen en sus personas y bienes". La manifestación tuvo un gran éxito de convocatoria y supo un espaldarazo a la política de demolición.
Las elecciones municipales del 13 de junio de 1999 dieron la mayoría absoluta al PSOE, aunque siguió gobernando con los socios de la anterior legislatura (IU y BNV). Los tres grupos asumieron el programa electoral socialista que proponía la demolición total del Parque Ansaldo.
Los derribos se siguieron produciendo hasta noviembre de 1999, en el que la demolición de varios bloques (todos ellos propiedad de Gesinar y que habían sido ocupados ilegalmente) acabó en forma de batalla campal. 150 efectivos de grupos especiales de la Guardia Civil debieron escoltar a los funcionarios judiciales que realizaron los desalojos y dos edificios resultaron incendiados. El alcalde fue amenazado de muerte por las mafias del barrio, por lo que tuvo que mantener durante meses seguridad privada en su domicilio, y los grupos parlamentarios municipales del PSOE y IU fueron presionados por sus direcciones regionales para detener la demolición. Una campaña en varios medios de comunicación de ámbito provincial y nacional se dedicó a tachar de racistas a la población y a los políticos de la localidad, lo que indignó a la mayoría de la población y provocó que los políticos locales consiguieran un mayor respaldo para seguir adelante con la política de demolición.
En diciembre de 2002, la consejería de Obras Públicas de la Generalidad y el Ayuntamiento firmaron un convenio por el que se comprometían a concluir la demolición íntegra del barrio y a urbanizar de nuevo toda la zona.
Finalmente, el 29 de julio de 2004 fueron demolidos los dos últimos bloques del Parque Ansaldo. Quedaron solo en pie el colegio (cerrado, en desuso y saqueado varios meses después del último derribo) y la Torre de Ansaldo, edificación del siglo XVI declarada Bien de Interés Cultural.

## Renacimiento: proyecto "La Alquería"
Con la finalidad de evitar asociaciones con el barrio marginal, el proyecto urbanístico para la zona pasó a denominarse "La Alquería" sustituyendo al antiguo nombre de "Parque Ansaldo". En la primavera de 2006 comenzó la urbanización de las 20,20 hectáreas del nuevo barrio, donde se proyectó la construcción de 1.025 viviendas alrededor de un gran parque central, integrado al casco urbano de San Juan mediante un gran bulevar (huyendo del modelo anterior de urbanización segregada del casco urbano).
En la actualidad, las calles y el gran parque central están plenamente urbanizados y los primeros bloques de viviendas están siendo ocupados por sus propietarios, mientras continúa la construcción de otros bloques. En 2014 la recuperación de la Casa-torre ha sido iniciada por el Ayuntamiento de San Juan. Todavía queda pendiente la construcción del nuevo colegio ya que el anterior también fue demolido.